# Hawaii-Anemone
Die Hawaii-Anemone (Radianthus malu, Syn.: Discosoma malu, Heteractis malu) ist eine Seeanemone aus den tropischen Korallenriffen des Indopazifiks. Ihr disjunktes Verbreitungsgebiet reicht von den Küsten Thailands, Malaysias, Indonesiens und des nördlichen Australien bis nach Südjapan und Hawaii. Sie fehlen im Golf von Carpentaria.
Hawaii-Anemonen haben einen schmalen weißlichen, cremefarbenen oder gelblichen oben auch violettbraunen Körper. Die Mundscheibe und die kurzen Tentakel sind meist hell, bräunlich, purpurn oder kräftig grün. Die Tentakelspitzen sind blau oder magenta. Sie können Durchmesser von 20 Zentimeter erreichen. Hawaii-Anemonen leben mit Zooxanthellen in Symbiose, von denen sie einen Teil der Nährstoffe bekommen, die sie brauchen. 
Hawaii-Anemonen leben auf Sandflächen und graben ihren Körper in das Sediment ein. Sie sind Symbioseanemonen, werden in der Natur aber nur von Clarks Anemonenfisch (Amphiprion clarkii) und den Jungfischen des Dreifleck-Preußenfisch (Dascyllus trimaculatus) als Partner akzeptiert. Für die Jungfische des Hawaii-Preußenfisch (Dascyllus albisella) sind sie der einzige Symbiosepartner.